# Recebedores da Cruz de Cavaleiro da Cruz de Ferro: V
A Cruz de Cavaleiro da Cruz de Ferro (em alemão:  Ritterkreuz des Eisernen Kreuzes) foi a maior condecoração militar concedida pela Alemanha Nazi durante a Segunda Guerra Mundial. Era concedida a militares de todas as patentes, deste um soldado até um Marechal de Campo e por diversos motivos que incluíam os atos de bravura de um soldado em batalha, um piloto de caça por ter abatido um número significativo de aeronaves inimigas e o hábil comando das tropas durante a batalha. Os condecorados eram enaltecidos pela propaganda alemã, tendo eles recebido grande atenção por parte da publicidade. Eram vendidos, por exemplo, porta retratos com as fotos dos últimos condecorados. Eles ainda eram convidados a discursar aos trabalhadores das fábricas envolvidas no esforço de guerra.
Desde a sua primeira condecoração concedida no dia 30 de setembro de 1939, até a sua última condecoração no dia 17 de junho de 1945, ela foi entregue a 7321 soldados. O número de condecorados é baseado na análise da comissão dos Recebedores da Cruz de Cavaleiro (AKCR). Foi concedida para os três ramos da Wehrmacht: Heer (exército terrestre alemão), Luftwaffe (força aérea) e Kriegsmarine (marinha) além da Waffen-SS, Reichsarbeitsdienst (serviço de trabalho do Reich) e Volkssturm (milícia nacional). Além dos soldados alemães, a condecoração também foi concedida para 43 estrangeiros, aliados do Terceiro Reich.
Walther-Peer Fellgiebel, que foi o ex-presidente e chefe da comissão de ordem do AKCR, escreveu um livro no ano de 1986 onde listou os condecorados com a Cruz de Cavaleiro, intitulado: Die Träger des Ritterkreuzes des Eisernen Kreuzes 1939–1945 — Die Inhaber der höchsten Auszeichnung des Zweiten Weltkrieges aller Wehrmachtsteile — Os portadores da Cruz de Cavaleiro da Cruz de Ferro 1939-1945 - Os proprietários do maior prêmio da Segunda Guerra Mundial de todos os ramos da Wehrmacht. Lançou a segunda edição de seu livro no ano de 1996, onde retirou 11 condecorados da lista original. Já o autor e historiador Veit Scherzer lançou tem dúvida sobre a condecoração de 193 dos listados, a maioria destes condecorados no ano de 1945, quando os acontecimentos dos últimos dias do Terceiro Reich deixaram um número de indicações incompletas e até várias fases do processo de aprovação estavam incompletas. O livro escrito por Scherzer foi em cooperação com o Arquivo Federal da Alemanha. Este livro foi escolhido pelo professor Dr. Franz W. Seidler para a Universidade da Bundeswehr de Munique e Deutsche Dienststelle (WASt), sendo considerado como uma referência aceita nestes dois lugares.

## Criação
A Cruz de Cavaleiro da Cruz de Ferro e seus graus mais altos foram baseados em quatro diferentes decretos. O primeiro decreto Reichsgesetzblatt I S. 1573 de 1 de setembro de 1939 instituiu a Cruz de Ferro (Eisernes Kreuz) e Cruz de Cavaleiro da Cruz de Ferro e a Grande Cruz da Cruz de Ferro (Großkreuz des Eisernen Kreuzes). O segundo artigo do decreto especifica que para ser condecorado com uma classe superior deveria ser primeiramente condecorado com todas as classe precedentes. Com o progresso da guerra, alguns do condecorados foram se destacando, sendo necessária um novo grau da condecoração, sendo então instituído no dia 3 de junho de 1940 o decreto Reichsgesetzblatt I S. 849 que criou a Cruz de Cavaleiro da Cruz de Ferro com Folhas de Carvalho.
Foram criados no dia 28 de setembro de 1941 dois graus da Cruz de Cavaleiro com o decreto Reichsgesetzblatt I S. 613, a Cruz de Cavaleiro da Cruz de Ferro com Folhas de Carvalho e Espadas Ritterkreuz des Eisernen Kreuzes mit Eichenlaub und Schwertern e a Cruz de Cavaleiro da Cruz de Ferro com Folhas de Carvalho, Espadas e Diamantes Ritterkreuz des Eisernen Kreuzes mit Eichenlaub, Schwertern und Brillanten. No final de 1944 o último grau da Cruz de Cavaleiro, a Cruz de Cavaleiro da Cruz de Ferro com Folhas de Carvalho Douradas, Espadas e Diamantes Ritterkreuz des Eisernen Kreuzes mit goldenem Eichenlaub, Schwertern und Brillanten a condecoração foi criada com o decreto Reichsgesetzblatt 1945 I S. 11 de 29 de dezembro de 1944.

## Condecorados
Aqui estão listados 92 condecorados com a Cruz de Cavaleiro da Cruz de Ferro da Wehrmacht e Waffen-SS, cujos sobrenomes se iniciam com a letra "V", estando ordenados em ordem alfabética pelo sobrenome. Destes, sete foram mais tarde condecorados com a Cruz de Cavaleiro da Cruz de Ferro com Folhas de Carvalho e sete condecorações foram feitas de maneiro póstuma. Foram condecorados 68 membros do Heer, 17 da Luftwaffe, um da Kriegsmarine e seis da Waffen-SS.
| Nome                                            | Serviço      | Patente                       | Ocupação e unidade                                                                                                 | Data de condecoração     | Notas                                                    | Imagem |
| ----------------------------------------------- | ------------ | ----------------------------- | --- | ------------------------ | -------------------------------------------------------- | ------ |
| Gustav von Värst                                | Heer         | Oberst                        | Comandante do 2. Schützen-Brigade                                                                                  | 30 de julho de 1940      | —                                                        | —      |
| Herbert-Ernst Vahl                              | Waffen-SS    | SS-Oberführer                 | Líder do 2. SS-Panzergrenadier-Division "Das Reich"                                                                | 31 de março de 1943      | —                                                        | —      |
| Hans-Joachim Valet                              | Luftwaffe    | Leutnant                      | Piloto no 3./Transportgeschwader 2                                                                                 | 20 de abril de 1944      | —                                                        | —      |
| Hermann Valle                                   | Heer         | Oberleutnant da reserva       | Chief do 4./Schützen-Regiment 112                                                                                  | 31 de dezembro de 1941   | —                                                        | —      |
| Helmuth Valtiner                                | Heer         | Gefreiter                     | Líder de tropas de reconhecimento do 1./Gebirgsjäger-Regiment 143                                                  | 13 de junho de 1941      | —                                                        | —      |
| Anton Vandieken                                 | Waffen-SS    | SS-Hauptsturmführerda reserva | Líder do a Kampfgruppe in SS-Kavallerie-Regiment 15                                                                | 26 de dezembro de 1944   | —                                                        | —      |
| Eugène Vaulot                                   | Waffen-SS    | Waffen-Unterscharführer       | Líder de Grupo no 33. SS-Freiwilligen-Division "Charlemagne" (franz. Nr. 1) na área de Groß Berlin (grande Berlim) | 29 de abril de 1945      | —                                                        | —      |
| Bernhard Vechtel                                | Luftwaffe    | Fahnenjunker-Oberfeldwebel    | Piloto no 10./Jagdgeschwader 51 "Mölders"                                                                          | 27 de julho de 1944      | —                                                        | —      |
| Peter Veeser                                    | Heer         | Oberfeldwebel                 | Líder das tropas de choque do 7./Infanterie-Regiment 125                                                           | 14 de maio de 1941       | —                                                        | —      |
| Fritz Vehse                                     | Heer         | Gefreiter                     | Deputy Líder de Grupo no 3./Pionier-Bataillon 342                                                                  | 4 de outubro de 1944     | —                                                        | —      |
| Rudolf Veiel                                    | Heer         | Generalleutnant               | Comandante do 2. Panzer-Division                                                                                   | 3 de junho de 1940       | —                                                        |        |
| Voldemars Veiss                                 | Waffen-SS    | Waffen-Standartenführer       | Comandante do lett. SS-Freiwilligen-Grenadier-Regiment 48                                                          | 9 de fevereiro de 1944   | —                                                        | —      |
| Alfred Veith                                    | Luftwaffe    | Oberleutnant                  | Observador no 5./Kampfgeschwader 55                                                                                | 24 de outubro de 1944    | —                                                        | —      |
| Johann Veith                                    | Waffen-SS    | SS-Obersturmführer            | Líder do 3./SS-Panzer-Regiment 2 "Das Reich"                                                                       | 14 de fevereiro de 1945* | Morto em combate 7 de janeiro de 1945                    | —      |
| Martin Veldkamp                                 | Heer         | Unteroffizier                 | Líder de Grupo no 6./Grenadier-Regiment 76 (motorizado)                                                            | 28 de novembro de 1943   | —                                                        | —      |
| Paul Velke                                      | Heer         | Oberstleutnant                | Comandante do Pionier-Bataillon 45                                                                                 | 15 de agosto de 1940     | —                                                        | —      |
| Otto Velten                                     | Heer         | Feldwebel                     | Líder do Infanterie-Pionier-Zug/Grenadier-Regiment 436                                                             | 5 de abril de 1945       | —                                                        | —      |
| Theodor Velten                                  | Heer         | Leutnant                      | Líder do 3./Panzer-Aufklärungs-Abteilung 14                                                                        | 4 de outubro de 1944     | —                                                        | —      |
| Siegfried Verhein                               | Heer         | Generalmajor                  | Líder do Kampfgruppe 551. Volksgrenadier-Division                                                                  | 28 de fevereiro de 1945  | —                                                        | —      |
| Josef Vernhold                                  | Heer         | Unteroffizier                 | do 8./Infanterie-Regiment 60 (motorizado)                                                                          | 22 de fevereiro de 1942  | —                                                        | —      |
| Kurt Versock                                    | Heer         | Oberst                        | Comandante do Infanterie-Regiment 31                                                                               | 25 de agosto de 1942     | —                                                        | —      |
| Dr.-agrar. Hans Vesenmayer                      | Luftwaffe    | Oberleutnant                  | Chief do 2./leichte Flak-Abteilung 77 (self-motorized)                                                             | 18 de novembro de 1944   | —                                                        | —      |
| Kurt Veth                                       | Luftwaffe    | Hauptmann                     | Comandante do II./Fallschirmjäger-Regiment 3                                                                       | 30 de setembro de 1944   | —                                                        | —      |
| Alfred Vetter                                   | Kriegsmarine | Leutnant                      | Líder de Grupo no Marine-Kleinkampfmittel-Flottille 211                                                            | 12 de agosto de 1944     | Juntamente com a Cruz de Ferro (1939) 2ª e 1ª Classe     | —      |
| Johann Vetter                                   | Heer         | Gefreiter                     | PaK artilheiro do 14.(Panzerjäger)/Grenadier-Regiment 147                                                          | 15 de junho de 1944*     | Morto no serviço ativo no dia 4 de junho de 1944         | —      |
| Martin Vetter                                   | Luftwaffe    | Major                         | Gruppenkommandeur do II./Kampfgeschwader 26                                                                        | 16 de maio de 1940       | —                                                        | —      |
| Max Vetter                                      | Heer         | Unteroffizier                 | Líder de pelotão no 1./Grenadier-Regiment 380                                                                      | 7 de fevereiro de 1944   | —                                                        | —      |
| Alexander Vial                                  | Heer         | Oberst                        | Comandante do Grenadier-Regiment 60 (motorizado)                                                                   | 18 de dezembro de 1942   | —                                                        | —      |
| Hermann Vicinius                                | Heer         | Hauptmann da reserva          | Comandante do I./Grenadier-Regiment 866                                                                            | 16 de setembro de 1943   | —                                                        | —      |
| Willi Vickendey                                 | Heer         | Obergefreiter                 | Líder de Grupo do 7./Skijäger-Regiment 1                                                                           | 17 de setembro de 1944   | —                                                        | —      |
| Hans Viebig                                     | Heer         | Oberst                        | Comandante do Grenadier-Regiment 258                                                                               | 21 de fevereiro de 1944  | —                                                        | —      |
| Korbinian Viechter                              | Heer         | Leutnant da reserva           | Líder do 4./Grenadier-Regiment 42                                                                                  | 20 de outubro de 1944    | —                                                        | —      |
| Helmut Viedebantt                               | Luftwaffe    | Oberleutnant                  | Staffelkapitän do II./Zerstörergeschwader 1                                                                        | 30 de dezembro de 1942   | —                                                        |        |
| Wilhelm Viehmann                                | Heer         | Oberstleutnant                | Comandante do Grenadier-Regiment 453                                                                               | 17 de abril de 1945      | —                                                        | —      |
| Gottfried Viehweg                               | Heer         | Oberleutnant da reserva       | Chief do 3./Grenadier-Regiment 456                                                                                 | 13 de janeiro de 1944    | —                                                        | —      |
| Ernst Vielhauer                                 | Heer         | Major                         | Comandante do II./Grenadier-Regiment 461                                                                           | 21 de maio de 1943       | —                                                        | —      |
| Wilhelm-agosto Vielwerth                        | Heer         | Oberfeldwebel                 | Líder de pelotão no 1./Infanterie-Regiment 87 (motorizado)                                                         | 18 de outubro de 1941    | —                                                        | —      |
| Fritz Vierecker?                                | Heer         | Hauptmann                     | Líder de uma unidade de alarme no setor de Oder                                                                    | 28 de abril de 1945      | —                                                        | —      |
| Erwin Vierow                                    | Heer         | General der Infanterie        | Comandante geral do LV. Armeekorps                                                                                 | 15 de novembro de 1941   | —                                                        |        |
| Willi Viertel                                   | Luftwaffe    | Oberleutnant                  | Staffelkapitän do 7./Sturzkampfgeschwader 1                                                                        | 5 de fevereiro de 1944*  | Morto em combate 31 de agosto de 1943                    | —      |
| Heinrich von Vietinghoff+ chamade von Scheel    | Heer         | General der Panzertruppe      | Comandante geral do XIII. Armeekorps                                                                               | 24 de junho de 1940      | 456. Folhas de Carvalho 16 de abril de 1944              |        |
| Günther Viezenz                                 | Heer         | Oberleutnant                  | Chief do 10./Grenadier-Regiment 7                                                                                  | 7 de janeiro de 1944     | —                                                        | —      |
| Heinrich Villinger                              | Heer         | Leutnant                      | Líder do 6./Gebirgsjäger-Regiment 99                                                                               | 1 de fevereiro de 1945*  | Morto em combate 12 de dezembro de 1944                  | —      |
| Otto Vincon+                                    | Heer         | Hauptmann da reserva          | Deputy Líder do I./Grenadier-Regiment 460                                                                          | 3 de dezembro de 1943    | 728. Folhas de Carvalho 5 de fevereiro de 1945           | —      |
| Heinz Vinke+                                    | Luftwaffe    | Feldwebel                     | Piloto no 11./Nachtjagdgeschwader 1                                                                                | 19 de setembro de 1943   | 465. Folhas de Carvalho 25 de abril de 1944              |        |
| Gerhard Virkus                                  | Heer         | Oberfeldwebel                 | Líder de companhia do 2./Panzergrenadier-Regiment 25                                                               | 7 de setembro de 1943    | —                                                        | —      |
| Kurt Vischer                                    | Heer         | Obergefreiter                 | Líder de Grupo no 6./Jäger-Regiment 40 (L)                                                                         | 18 de dezembro de 1944   | —                                                        | —      |
| Viktor Vitali?                                  | Luftwaffe    | Leutnant                      | Líder de pelotão no 5./Fallschirmjäger-Regiment 4                                                                  | 30 de abril de 1945      | —                                                        | —      |
| Helmut Vocke                                    | Heer         | Hauptmann                     | Comandante do II./Panzergrenadier-Regiment 40                                                                      | 26 de março de 1943      | —                                                        | —      |
| Georg Vögerl                                    | Luftwaffe    | Leutnant                      | In Fallschirmjäger-Regiment 26                                                                                     | 28 de março de 1945      | —                                                        | —      |
| Helmut Vögtle?                                  | Heer         | Hauptmann da reserva          | Comandante do II./Gebirgsjäger-Regiment 99                                                                         | 1 de junho de 1945       | —                                                        | —      |
| Paul Völckers                                   | Heer         | Generalleutnant               | Comandante da 78. Infanterie-Division                                                                              | 11 de dezembro de 1942   | —                                                        | —      |
| Hermann Völk                                    | Heer         | Hauptmann                     | Comandante do Panzer-Jäger-Abteilung 92                                                                            | 26 de março de 1944      | —                                                        | —      |
| Helmut Völkel                                   | Heer         | Feldwebel                     | Líder de Pelotão do 6./Gebirgsjäger-Regiment 91                                                                    | 13 de novembro de 1942*  | Morreu devido a ferimentos no dia 26 de outubro de 1942  | —      |
| Dr.-jur. Gerhard Völker                         | Heer         | Oberleutnant da reserva       | Líder do II./Panzergrenadier-Regiment 25                                                                           | 26 de novembro de 1944   | —                                                        | —      |
| Emil Vogel+                                     | Heer         | Generalleutnant               | Comandante do 101. Jäger Division                                                                                  | 7 de agosto de 1943      | 475. Folhas de Carvalho 14 de maio de 1944               | —      |
| Robert Vogel                                    | Heer         | Feldwebel                     | Líder de pelotão no 7./Grenadier-Regiment 119 (motorizado)                                                         | 26 de agosto de 1943     | —                                                        | —      |
| Walter Vogel                                    | Heer         | Major                         | Comandante do I./Grenadier-Regiment 6                                                                              | 29 de agosto de 1943     | —                                                        | —      |
| Friedrich Vogelsang                             | Heer         | Oberfeldwebel                 | Líder de pelotão no 12./Infanerie-Regiment 78                                                                      | 4 de setembro de 1942    | —                                                        | —      |
| Dr. med. dent. Friedrich Vogelsang              | Heer         | Oberstleutnant                | Comandante do Grenadier-Regiment 505                                                                               | 14 de dezembro de 1943   | —                                                        | —      |
| Karl Vogelsang                                  | Heer         | Major da reserva              | Comandante do II./Artillerie-Regiment 157                                                                          | 14 de janeiro de 1945    | —                                                        | —      |
| Emil Vogler                                     | Heer         | Unteroffizier                 | Kradmeldestaffel (motorcycle halftrack messenger squadron) do Stab I./Panzergrenadier-Regiment 93                  | 24 de janeiro de 1944    | —                                                        | —      |
| Adolf Vogt                                      | Heer         | Oberleutnant                  | Chief do 12./Grenadier-Regiment 1054                                                                               | 16 de outubro de 1944    | —                                                        | —      |
| Emil Vogt                                       | Heer         | Oberschirrmeister             | do Stabskompanie/Panzergrenadier-Regiment 101                                                                      | 26 de março de 1943      | —                                                        | —      |
| Fritz Vogt+                                     | Waffen-SS    | SS-Obersturmführer            | Líder de pelotão no 2./SS-Aufklärungs-Abteilung do SS-Verfügungs-Division                                          | 4 de setembro de 1940    | 785. Folhas de Carvalho 16 de março de 1945              | —      |
| Gerhard Vogt                                    | Luftwaffe    | Leutnant                      | Staffelführer do 5./Jagdgeschwader 26 "Schlageter"                                                                 | 25 de novembro de 1944   | —                                                        | —      |
| Ludwig Vogt                                     | Heer         | Leutnant da reserva           | Líder do 4.(MG)/Grenadier-Regiment 915                                                                             | 17 de fevereiro de 1945  | —                                                        | —      |
| Hans Vohburger                                  | Heer         | Oberleutnant                  | Chief do 7./Infanterie-Regiment 19 "List"                                                                          | 14 de dezembro de 1941   | —                                                        | —      |
| Gerhard Voigt                                   | Heer         | Oberleutnant                  | Chief do 2./Pionier-Bataillon 18                                                                                   | 25 de junho de 1940      | —                                                        | —      |
| Hans Voigt?                                     | Heer         | Generalmajor                  | Comandante do fortaleza Arnswalde (Pommern)                                                                        | 28 de abril de 1945      | —                                                        | —      |
| Hans-Günther Voigt                              | Heer         | Oberleutnant                  | Chief do 5./Grenadier-Regiment 154                                                                                 | 29 de fevereiro de 1944* | Morto em combate 12 de janeiro de 1944                   | —      |
| Walter Voigt                                    | Heer         | Oberfeldwebel                 | Líder de pelotão no 14.(Panzerjäger)/Grenadier-Regiment 31                                                         | 16 de outubro de 1944    | —                                                        | —      |
| Heinrich Voigtsberger+                          | Heer         | Major                         | Comandante do MG-Bataillon 2                                                                                       | 9 de julho de 1941       | 351. Folhas de Carvalho 9 de dezembro de 1943            | —      |
| Friedrich-Jobst Volckamer von Kirchensittenbach | Heer         | Generalleutnant               | Comandante do 8. Jäger Division                                                                                    | 26 de março de 1944      | —                                                        | —      |
| Hennecke Volckens                               | Heer         | Hauptmann                     | Chief do 7./Panzer-Regiment 6                                                                                      | 17 de dezembro de 1942*  | Morreu devido a ferimentos no dia 16 de dezembro de 1942 | —      |
| Kurt Volk                                       | Heer         | Unteroffizier                 | Líder de armas do 2./Panzer-Jäger-Abteilung 9                                                                      | 10 de maio de 1943       | —                                                        | —      |
| Herbert Volke                                   | Heer         | Oberwachtmeister              | Líder de pelotão no 1./Panzer-Aufklärungs-Abteilung 5                                                              | 16 de novembro de 1944   | —                                                        | —      |
| Heinrich Volker                                 | Heer         | Hauptmann                     | Chief do Stabskompanie/Panzergrenadier-Regiment 73                                                                 | 19 de janeiro de 1943    | —                                                        | —      |
| Heinz Volkmann                                  | Heer         | Leutnant da reserva           | Battery officer do 2./Artillerie-Regiment 240                                                                      | 8 de fevereiro de 1943   | —                                                        | —      |
| Friedrich Vollbracht                            | Luftwaffe    | Oberstleutnant                | Geschwaderkommodore of Zerstörergeschwader 2                                                                       | 13 de outubro de 1940    | —                                                        | —      |
| Götzpeter Vollmer                               | Luftwaffe    | Oberleutnant                  | Staffelkapitän do 1./Sturzkampfgeschwader 2 "Immelmann"                                                            | 22 de junho de 1941      | —                                                        | —      |
| Günter Vollmer                                  | Heer         | Oberleutnant da reserva       | Líder do 3./Grenadier-Regiment 411                                                                                 | 20 de abril de 1943      | —                                                        | —      |
| Heinrich Vonhoff                                | Heer         | Oberleutnant da reserva       | Chief do 12./Infanterie-Regiment 408                                                                               | 25 de setembro de 1942   | —                                                        | —      |
| Klaus Voormann                                  | Heer         | Oberleutnant                  | Chief do 10./Infanterie-Regiment 134                                                                               | 10 de setembro de 1942   | —                                                        | —      |
| Oskar Vorbrugg                                  | Luftwaffe    | Oberst                        | Comandante do Flak-Regiment 21 (motorizado)                                                                        | 3 de junho de 1944       | —                                                        | —      |
| Nikolaus von Vormann                            | Heer         | Generalleutnant               | Comandante da 23. Panzer-Division                                                                                  | 22 de agosto de 1943     | —                                                        | —      |
| Werner Voshage?                                 | Heer         | Major                         | Comandante do Heeres-Flak-Abteilung "Brandenburg"                                                                  | 8 de maio de 1945        | —                                                        | —      |
| Ernst Voß+                                      | Heer         | Oberstleutnant                | Comandante do Grenadier-Regiment 585                                                                               | 18 de abril de 1943      | 314. Folhas de Carvalho 28 de outubro de 1943            | —      |
| Herbert Voß                                     | Luftwaffe    | Major                         | Gruppenkommandeur do II./Kampfgeschwader 51                                                                        | 5 de fevereiro de 1944   | —                                                        | —      |
| Johann-Joachim Voß                              | Heer         | Oberleutnant da reserva       | Líder do 5./Schützen-Regiment 93                                                                                   | 27 de maio de 1942       | —                                                        | —      |
| Reimer Voß                                      | Luftwaffe    | Oberleutnant                  | Staffelkapitän do 4./Kampfgeschwader 26                                                                            | 12 de março de 1945      | —                                                        | —      |
| Heinrich Voutta                                 | Heer         | Hauptmann                     | Líder do Panzer-Aufklärungs-Abteilung 9                                                                            | 23 de março de 1945      | —                                                        | —      |